# Katastrofa lotu Balkan Bulgarian Airlines 107
Katastrofa lotu Balkan Bulgarian Airlines 107 – wypadek lotniczy samolotu Tu-134, który miał miejsce 16 marca 1978 we wsi Gabare niedaleko Sofii w Bułgarii.
W katastrofie zginęły 73 osoby, w tym 7 członków załogi; nikt spośród znajdujących się na pokładzie nie ocalał. Większość ofiar pochodziła z Bułgarii i Polski. Jest to największy wypadek lotniczy w historii bułgarskiego lotnictwa. Dokładna przyczyna katastrofy pozostaje nieznana, za oficjalną wersję podano awarię instalacji elektrycznej.

## Samolot
Samolot Tu-134, oznaczenie LZ-TUB (nr fabryczny 8350501, nr seryjny 05-01), został wyprodukowany w 1968 przez Charkowski Zakład Lotniczy, należał do bułgarskich linii lotniczych Balkan. Miał 72 miejsca pasażerskie i siedem miejsc załogi.

## Przebieg lotu
Samolot Tupolew Tu-134, należący do bułgarskich linii lotniczych Balkan Bulgarian Airlines, wystartował z lotniska Sofia-Wrażdebna, kierując się do portu lotniczego Warszawa-Okęcie. Na pokładzie znajdowało się 66 pasażerów i siedmiu członków załogi.
Samolot miał lecieć na pułapie 8850 m (29 000 stóp). Z niewyjaśnionej przyczyny po osiągnięciu 4900 m zaczął tracić wysokość, w efekcie czego po 10 minutach od startu, lecąc z prędkością 800 km/godz. i z niemal pełnym zapasem (11 t) paliwa w zbiornikach, rozbił się we wsi Gabare pod Białą Slatiną w obwodzie Wraca, 130 km na północny wschód od Sofii. Nikt spośród obecnych na pokładzie nie przeżył.
Wojsko otoczyło miejsce wypadku kordonem. Przyczyny wypadku nie są znane. Przeprowadzono powierzchowne śledztwo, bułgarskie władze jako oficjalną przyczynę wypadku podały „uszkodzenie instalacji elektrycznej”. Szybko „zapomniano” o wypadku, krążyły różne jego wyjaśnienia. Według jednej z wersji, do katastrofy lotniczej doszło wskutek zderzenia maszyny z MiGiem Bułgarskich Sił Powietrznych, według innej, samolot strąciła wskutek błędu bułgarska obrona przeciwlotnicza w obawie przed rozpoznaniem tajnej bazy wojskowej położonej w pobliżu Gabare.
W lipcu 2024 ponowne postępowanie w sprawie okoliczności katastrofy podejmie IPN na wniosek bliskich polskich ofiar.

## Ofiary katastrofy
Większość ofiar wypadku stanowili Polacy (prawdopodobnie 37 osób). Oprócz nich zginęło 27 bułgarskich pasażerów i 7 członków załogi oraz prawdopodobnie 2 Brytyjczyków.
Wśród zabitych był m.in. wiceminister kultury i sztuki Janusz Wilhelmi, Marina Samet-Niecikowska (dyrektorka Departamentu Programowego Naczelnego Zarządu Kinematografii, żona Ignacego Gogolewskiego), Jerzy Tabor (wicedyrektor Departamentu Organizacyjno-Prawnego Naczelnego Zarządu Kinematografii) oraz sportowcy z reprezentacji Polski w kolarstwie torowym (Tadeusz Włodarczyk, Witold Stachowiak, Marek Kolasa, Krzysztof Otocki i Jacek Zdaniuk) i reprezentacji Bułgarii w gimnastyce artystycznej kobiet (Walentina Kiriłowa, Sneżana Michajłowa, Albena Petrowa, Sewdalina Popowa i Rumjana Stefanowa wraz z trenerką Żulietą Sziszmanową), a także bułgarski piłkarz Georgi Dimitrow.

## Upamiętnienie katastrofy
Pamięci ofiar poświęcony jest marmurowy monument postawiony w wąwozie nieopodal wsi Gabare. Ustawiony jest on w trudno dostępnym miejscu; nie prowadzi do niego żadna ścieżka. W 2016, z inicjatywy Leszka Sibilskiego i Wacława Skarula, odsłonięto w Pruszkowie tablicę upamiętniającą katastrofę.
W 2022 sołtys okolicznej wsi Toszko Marinow Saszow został odznaczony przez ministra spraw zagranicznych Polski Odznaką Honorową „Bene Merito” za wieloletnią pomoc w utrzymywaniu miejsca pamięci.